# Мбути
Племето Мбутии, или Бамбути, е една от няколкото коренни пигмейски групи в региона на Конго в Африка. Техните езици са от групата на централносуданските езици и банту езиците.
Подгрупи
Бамбути са пигмейски ловци-събирачи и са едни от най-старите коренни народи на региона на Конго. Те са организирани в малки групи, които обикновено наброяват от 15 до 60 души. Общото население на бамбути е около 30 000 до 40 000 души. Много от племето Батва в различни части на Демократична република Конго също се наричат Бамбути.
Съществуват три основни подгрупи:
1. Суа (или Кангo, или Мбутии), които говорят диалект (или може би два) на езика на съседните банту народи, Била. Те са разположени централно и са именувани на името на по-голямата група.
2. Ефе, които говорят езика на съседния централносудански народ Лесе.
3. Асуa, които говорят езика на мангбетите (централносудански) Асуa.

Околната среда
Населението на Мбутии живее в Итури, тропическа дъждовна гора, която обхваща около 63 000 кв. км от североизточната част на Демократична република Конго. В тази област се наблюдава голямо количество валежи годишно, вариращи от 1 300 до 1 800 мм. (50 до 70 инча). Сухият сезон е през януари и от май до август. Лесът е влажен и хумиден регион, осеян с реки и езера. Съществуват някои екологични проблеми, които засягат бамбути. Тропическите болести са разпространени в горите и могат да се разпространят бързо, убивайки не само хората, но и растенията и животните, които са основен източник на храна.
Култура
Бамбути живеят в села, които са организирани в групи. Всеки дом приютява семейно ядро. В началото на сухия сезон те напускат селото и влизат в гората, за да разположат серия от лагери. По този начин бамбути могат да използват по-голяма площ за събиране на храна. Селата им са отделени и изолирани от други групи хора. Домовете им са малки, кръгли и временни. Строежът на къщите започва с очертаване на контурите им върху земята. Стените са изградени от здрави пръчки, които се поставят в земята, а на върха им се завързва лиана, за да се задържат заедно. Големи листа и трева се използват за изграждане на покривите на колибите.
Храна и ресурси
Бамбути са основно ловци-събирачи. Животинската част от тяхната диета включва раци, миди, мравки, ларви, охлюви, диви прасета, антилопи, маймуни, риба и мед. Растителната част от тяхната храна включва диви ямс, горски плодове, корени, листа и колови ядки.
Бамбути имат сложна система за хранителни ограничения и правила. Храните, които са забранени, се наричат квери. Продукти, извлечени от гората, като месо от неквери животни, кореноплодни растения, палмови дървета и банани, са разрешени за консумация. В някои сезони те събират и див мед.
Културни обичаи
Бамбути следват патрилинеарна система на произход, като след брака семейните единици обикновено живеят в патрилокално население. Съществуват и обичаи, които включват размяна на сестри между различни групи. Бракът е свързан с обмен на животни и не изисква официална церемония. Полигамията съществува, но не е често срещана.
Политическа структура
Бамбути не разполагат с управляваща група или политическа организация. Те са егалитарно общество, в което най-висшата форма на социална организация е групата. Лидерството може да бъде показано по време на лов, като лидерите обикновено са най-добрите ловци. Решенията се взимат на базата на консенсус, като мъжете и жените участват в разговорите на равни начала.
Митология
Животът на бамбути е изцяло свързан с гората. Те я смятат за свой защитник и осигурител, вярвайки, че тя е свещено място. Един от важните ритуали е молимо, който се извършва след събития като смърт на важна личност. Този ритуал е шумно празнуван с цел да се събуди гората, вярвайки, че ако се случват лоши неща с децата й, тя е заспала.
Съвременно положение
Начинът на живот на бамбути е застрашен от различни причини. Няма законови защити за техните територии, а границите, които всяка група претендира, не са официално установени. Бамбути вече не могат да ловуват големи животни. Съществуват и сериозни проблеми с обезлесяването, златодобива, влиянието на плантации и усилия за съхраняване на горите. Те също така са мишена на кампания за геноцид, известна като Effacer le tableau.